# محمود بیاتی
محمود بیاتی (۲ فروردین ۱۳۰۷ – ۱۱ آذر ۱۴۰۱) بازیکن و مربی سابق فوتبال اهل ایران بود. او دو دوره هدایت تیم ملی ایران را برعهده داشت. در سال ۱۳۴۷ تیم ایران را برای اولین بار قهرمان جام ملت‌های آسیا کرد و در سال ۱۳۵۱ به همراه تیم ملی در بازی‌های المپیک مونیخ شرکت کرد.

## زندگی‌نامه
محمود بیاتی متولد سال ۱۳۰۷ بود. وی در دوران تحصیل در دبیرستان، کاپیتان تیم آموزشگاه‌های تهران بود و از همان‌جا به عضویت تیم جوانان تهران درآمد. در سال ۱۳۲۹ در جریان سفر تیم ملی ترکیه به ایران با ترکیب تیم ملی بزرگسالان برای اولین بار بازی ملی انجام داد. او پیراهن تیم ملی را تا سال ۱۳۳۷ به‌طور مستمر بر تن داشت و در تمام این سال‌ها، همواره جزء بهترین‌ها بود.
بیاتی فن بیان بسیار قوی داشت و با همین فن بیان بازیکنان را اداره می‌کرد. او
تحصیلکرده دانشکده افسری بود. در سال‌های بعد هم بودند مربیانی که با داشتن تحصیلات در دانشکده افسری روی نیمکت تیم ملی نشستند، در واقع حضور در تیم پاس بازیکنان آن دوره را در این میسر قرار می‌داد که در دانشکده افسری مشغول تحصیل شوند و مربیانی چون حشمت مهاجرانی و حسن حبیبی که در دهه‌های ۱۳۵۰ و ۱۳۶۰ روی نیمکت ملی نشستند از این امتیاز بهره‌مند بودند. در این میان مهاجرانی یک ویژگی برجسته داشت آن هم روابط عمومی عالی او بود.
محمود بیاتی یکی از مربیان تاریخ تیم ملی فوتبال ایران است که رهبری این تیم را در ۲ دوره برعهده داشت و هر بار دستیار اول او در راه اداره تیم ملی فوتبال، محمد برادرش بود. اصولاً محمود بیاتی، احمد بیاتی و محمد بیاتی یکی از چند برادر معروف در تاریخ فوتبال ایران هستند و تنها برادرانی که در تاریخ فوتبال ایران هم‌زمان با هم اداره تیم ملی فوتبال را برعهده گرفتند همین برادران معروف بیاتی بودند.
محمود بیاتی یک هافبک میانی در ترکیب آبی‌پوشان پایتخت بود. بعد خداحافظی از فوتبال، محمود بیاتی مربیگری را آغاز کرد و در تیم باشگاهش به کار پرداخت، سه سال تاج سابق را هدایت کرد و سپس در فروردین سال ۱۳۴۷ سرمربی تیم ملی شد.
محمود بیاتی در آمریکا روز جمعه ۱۱ آذر ۱۴۰۱ درگذشت

## دور اول موفقیت
در سال ۱۳۴۷ و در اردیبهشت ماه، مسابقات چهارمین دوره جام ملت‌های آسیا به میزبانی کشورمان برگزار شد. در این دوره از رقابت‌ها تیم ملی فوتبال کشورمان به عنوان قهرمانی رسید. محمود بیاتی با هدایت مثال زدنی تیم ملی فوتبال کشورمان نشان داد که به خوبی با کار خود آشنا است. تیم ملی در این دیدارها هر چهار حریف خود را با شکست رو به رو ساخت. بعد از این رقابت‌ها محمود بیاتی به خاطر درگیری با مشکلات کاری از مسوولیت خود استعفا داد و جای خود را به رایکوف داد.

## دور دوم مربیگری
بعد از قهرمانی تیم ملی در جام ملت‌های ۱۹۷۲ و صعود به المپیک ۱۹۷۲، مسئولین وقت فدراسیون مرتکب اشتباهی بزرگ شدند و بی اعتنا به عوامل دخیل در صعود و قهرمانی از وجود محمود بیاتی به جای پرویز دهداری و محمد رنجبر در تیم ملی بهره بردند. استفاده از بیاتی در دور دوم منطقی نبود. تیم ملی در دوران دوم مربیگری بیاتی نتایج خوبی به دست نیاورد و در مسابقات مقدماتی جام جهانی ۱۹۷۴ آلمان هم حذف شد و موفق نشد حضور در جام جهانی را تجربه کند.

## افتخارات ملی و باشگاهی
او در ۲۲ سالگی با تیم ملی به عنوان نایب قهرمانی بازی‌های آسیایی ۱۹۵۱ دهلی نو رسید. شرکت در بازی‌های آسیایی ۱۹۵۸، سال‌ها بازی، کاپیتانی و مربیگری در تیم ملی ارتش از دیگر افتخارات ملی او است.
- قهرمانی جام ملت‌های آسیا ۱۹۶۸
- ۱۳۴۶ - مقام چهارم قهرمانی باشگاه‌های تهران
- ۱۳۴۷ - جام حذفی باشگاه‌های تهران
- ۱۳۴۷- قهرمانی باشگاه‌های طبقه‌بندی تهران
- ۱۳۴۷ - قهرمانی کشور
- ۱۳۴۷ - مقام دوم مسابقات پنج جانبه تهران

## سالهای مربیگری
- تیم ملی فوتبال ایران - مارس ۱۹۶۸ - ژوئن ۱۹۶۸
- تیم ملی فوتبال ایران - ژوئیه ۱۹۷۲ - مارس ۱۹۷۴